# Ploceus weynsi
El tejedor de Weyns (Ploceus weynsi) es una especie de ave paseriforme de la familia Ploceidae endémica de la región de los Grandes Lagos de África. 

## Distribución
Se encuentra en la región de los Grandes Lagos, al oeste del Lago Victoria, distribuido por el este de la República Democrática del Congo y el extremo noroccidental de Tanzania.